# Potamophylax pallidus
Potamophylax pallidus är en nattsländeart som först beskrevs av Klapalek 1899.  Potamophylax pallidus ingår i släktet Potamophylax och familjen husmasknattsländor. Inga underarter finns listade i Catalogue of Life.